# 2,3,7,8-四氯二苯并呋喃
2,3,7,8-四氯二苯并呋喃是一种有机氯化合物，化学式为C12H4Cl4O。它可由二苯并呋喃和氯气在乙酸中于70 °C反应制得，其副产物为1,2,7,8-四氯二苯并呋喃等多氯二苯并呋喃。它可以和羟基自由基反应。